# Conophytum maughanii
Conophytum maughanii är en isörtsväxtart. Conophytum maughanii ingår i släktet Conophytum, och familjen isörtsväxter.

## Underarter
Arten delas in i följande underarter:
- C. m. armeniacum
- C. m. latum
- C. m. maughanii